# Große Celebes-Fruchttaube
Die Große Celebes-Fruchttaube oder Weißbauch-Fruchttaube (Ducula forsteni) ist eine monotypische, große Art der Taubenvögel. Sie kommt ausschließlich in Indonesien vor. Die dunklen, zweisilbigen Rufe dieser Taubenart gehören zu den charakteristischen Rufen der Bergwelt Sulawesis.
Die Bestandssituation der Großen Celebes-Fruchttaube wurde 2016 in der Roten Liste gefährdeter Arten der IUCN als „Least Concern (LC)“ = „nicht gefährdet“ eingestuft.

## Erscheinungsbild
Die Große Celebes-Fruchttaube erreicht eine Körperlänge von etwa 43 bis 40 Zentimetern. Sie ist damit etwas größer als eine Ringeltaube. Auf den Schwanz entfallen 16,5 bis 16,7 Zentimeter. Das Gewicht beträgt etwa 510 Gramm. Es besteht kein auffälliger Geschlechtsdimorphismus. Beim Weibchen sind lediglich die grauen Gefiederpartien etwas dunkler.
Das Gefieder an Vorderkopf und Kehle ist weiß oder sehr blass hellgrau, der Rest des Kopfes ist hell blaugrau. Die Brust ist dunkel bronzegrün. Der Bauch ist weiß mit einer rosafarbenen Tönung. Die Unterschwanzdecken sind rotbraun. Die Körperoberseite ist goldgrün. Der hintere Hals glänzt kupfrig und die Flügeldecken haben dabei einen bläulichen Schimmer. Die Steuerfedern sind gleichfalls bronzegrün, jede Feder weist jedoch ein breites, rauchgraues Band in der Mitte auf, das schmal schwarz gesäumt ist. Die Unterschwanzdecken sind kastanienbraun. Der Schnabel ist schwarz. Die Iris ist innen gelb und außen rot.

## Verwechselungsmöglichkeiten
Die Celebes-Bindenschwanz-Fruchttaube ist deutlich kleiner und hat eine rein graue Körperunterseite. Die Bronzefruchttaube kommt im gesamten Verbreitungsgebiet der Großen Celebes-Fruchttaube vor. Sie unterscheidet sich von dieser jedoch eindeutig durch die rotgraue Färbung von Kopf, Hals, Brust und Unterbauch. Auf den Steuerfedern fehlt außerdem das graue Band.

## Verbreitung und Lebensraum
Die Große Celebes-Fruchttaube ist eine endemische Art der Inseln Sulawesi und Taliabulu. Sie bewohnt Primär- und Sekundärwald der Vorgebirge und Berge in Höhenlagen zwischen 220 und 2000 Metern. Die von ihr präferierten Höhenlagen liegen jedoch zwischen 1000 und 1500 Metern.
Sie ist auf Sulawesi ein teilweise häufiger Vogel. Lediglich am oberen und unteren Ende ihres Verbreitungsgebietes ist sie selten. Auf der östlich von Sulawesi gelegenen Insel Taliabu ist sie selten, sie wurde hier erst in den 1990er Jahren entdeckt.

## Lebensweise
Die Große Celebes-Fruchttaube lebt einzelgängerisch oder in Paaren. Wenn einzelne Bäume überreichlich Früchte tragen, kann es jedoch gelegentlich zu größeren Ansammlungen dieser Taubenart kommen. Sie ist am häufigsten zu beobachten, wenn sie oberhalb der Baumwipfel fliegt. Sitzt sie in Baumwipfeln, ist sie auch auf Grund der Färbung ihres Körpergefieders kaum auszumachen. Sie kommt auf ihrer Nahrungssuche jedoch gelegentlich auch an Waldränder, wo sie dann in niedrigeren Bäumen sitzt und sie einfacher zu entdecken ist.
Die Fortpflanzungsbiologie dieser Art ist bislang nicht untersucht.

## Dedikationsname
Das Artepitheton Forsten erinnert an den jung verstorbenen niederländischen Naturwissenschaftler Eltio Alegondas Forsten (1811–1843), der von 1838 bis zu seinem Tode in Ostasien vorwiegend Exponate der lokalen Flora sammelte, aber auch zoologische Exponate an seine Auftraggeber sendete.